# بيت عائم
الcxxxxxx ah abdolah fuk yoy

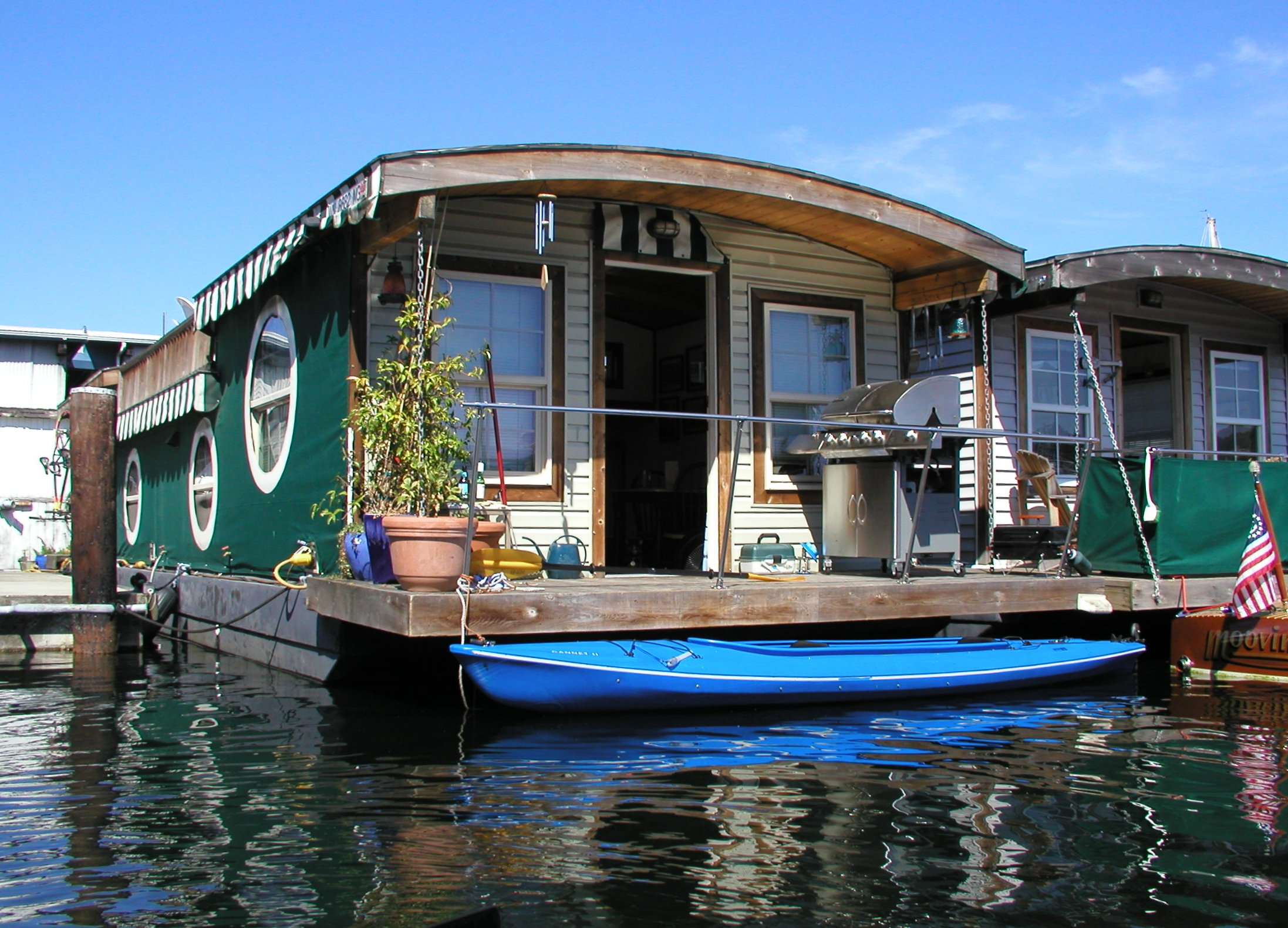
بيت عائم في بحيرة يونيون بمدينة سياتل، الولايات المتحدة.

ت العائم أو العوّامة هو عبارة عن قارب يتم تصميمه أو تعديله لاستخدامه أساساً كمنزل للعيش فيه. عادة ما تكون البيوت العائمة مزوّدة بمحرك، إلا أن بعضها لا يتوفر على محرك، مما يدفعها إلى السكون والاستقرار بمنطقة معينة عبر ربط القارب بحبال مشدودة بالأرض. معظم القوارب العائمة قادرة على تشغيل وتحريك ذاتها بمحركاتها الخاصة. في كندا والولايات المتحدة تُسمى القوارب التي تطفو على الماء بالقوارب الطافية أو القوارب الطوافة (بالإنجليزية: Float house)‏.

## معرض صور

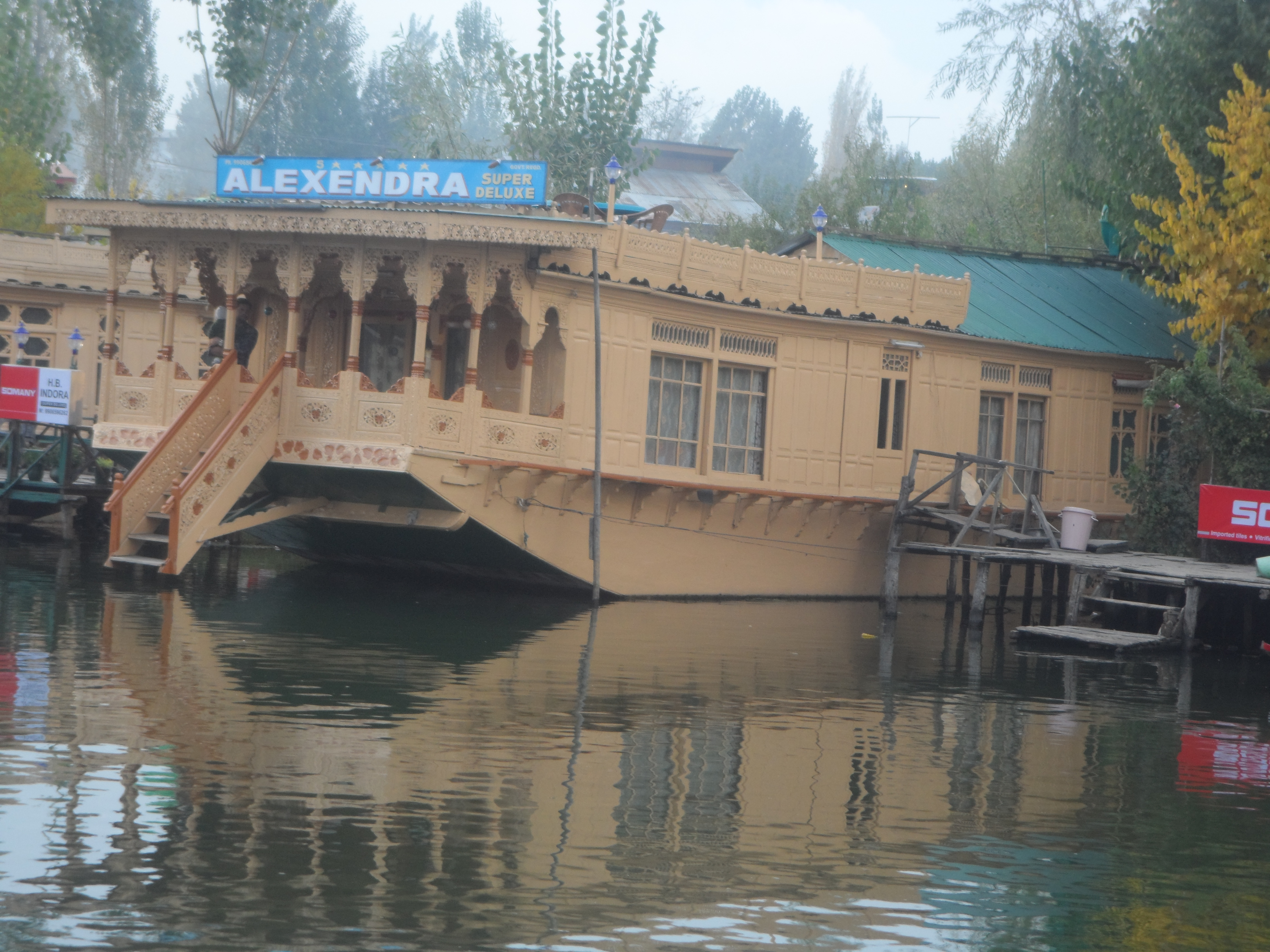
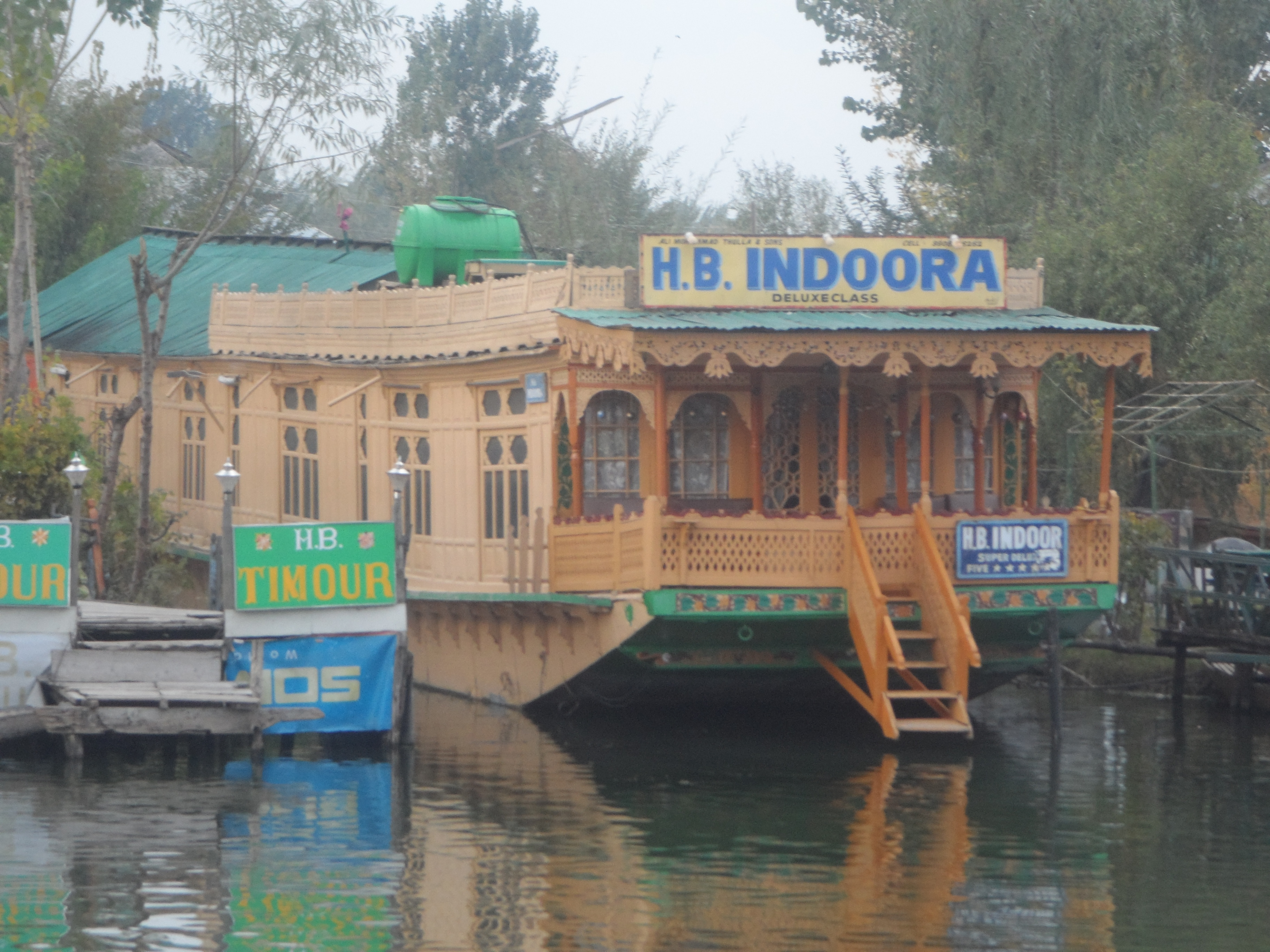
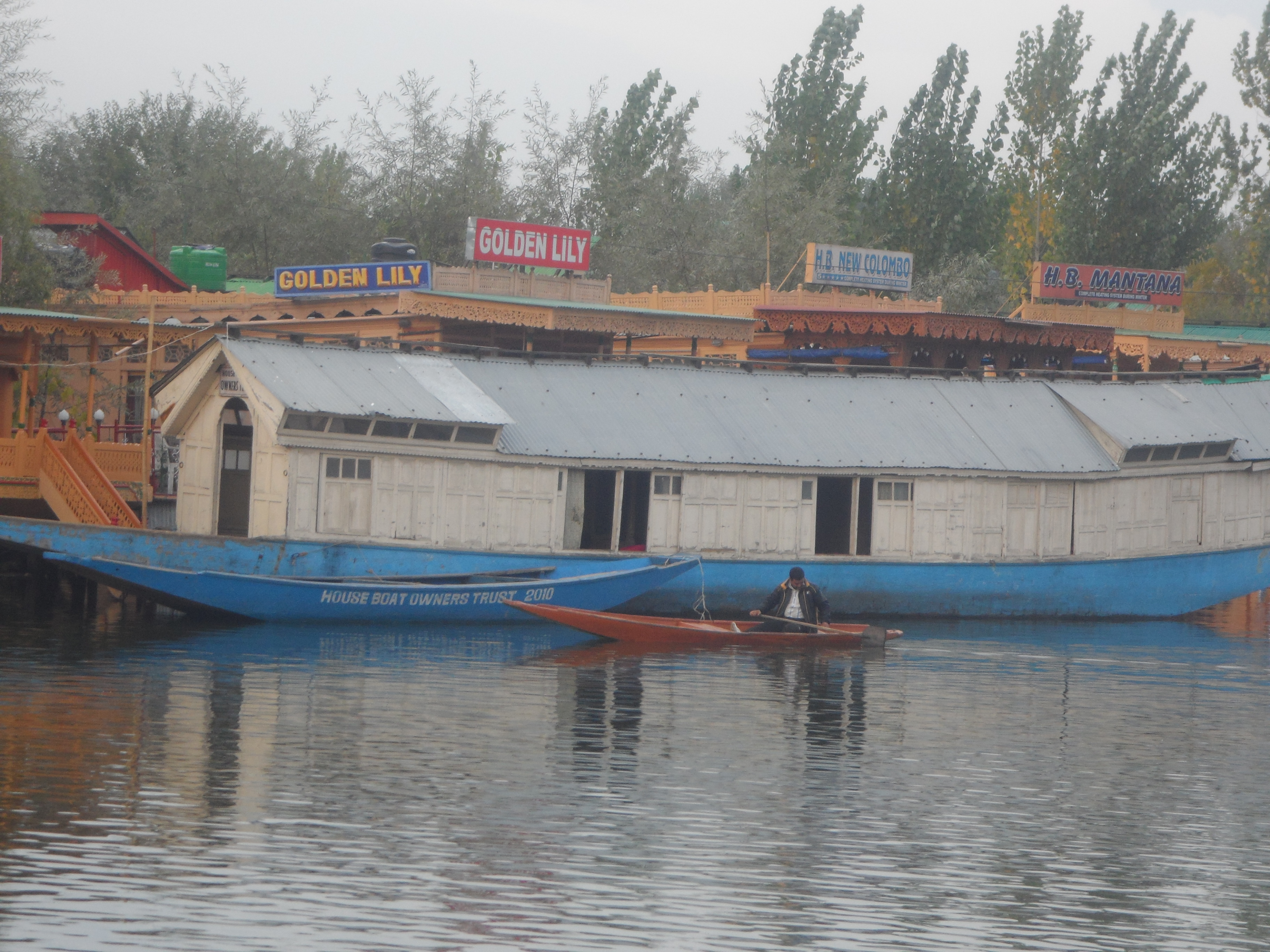
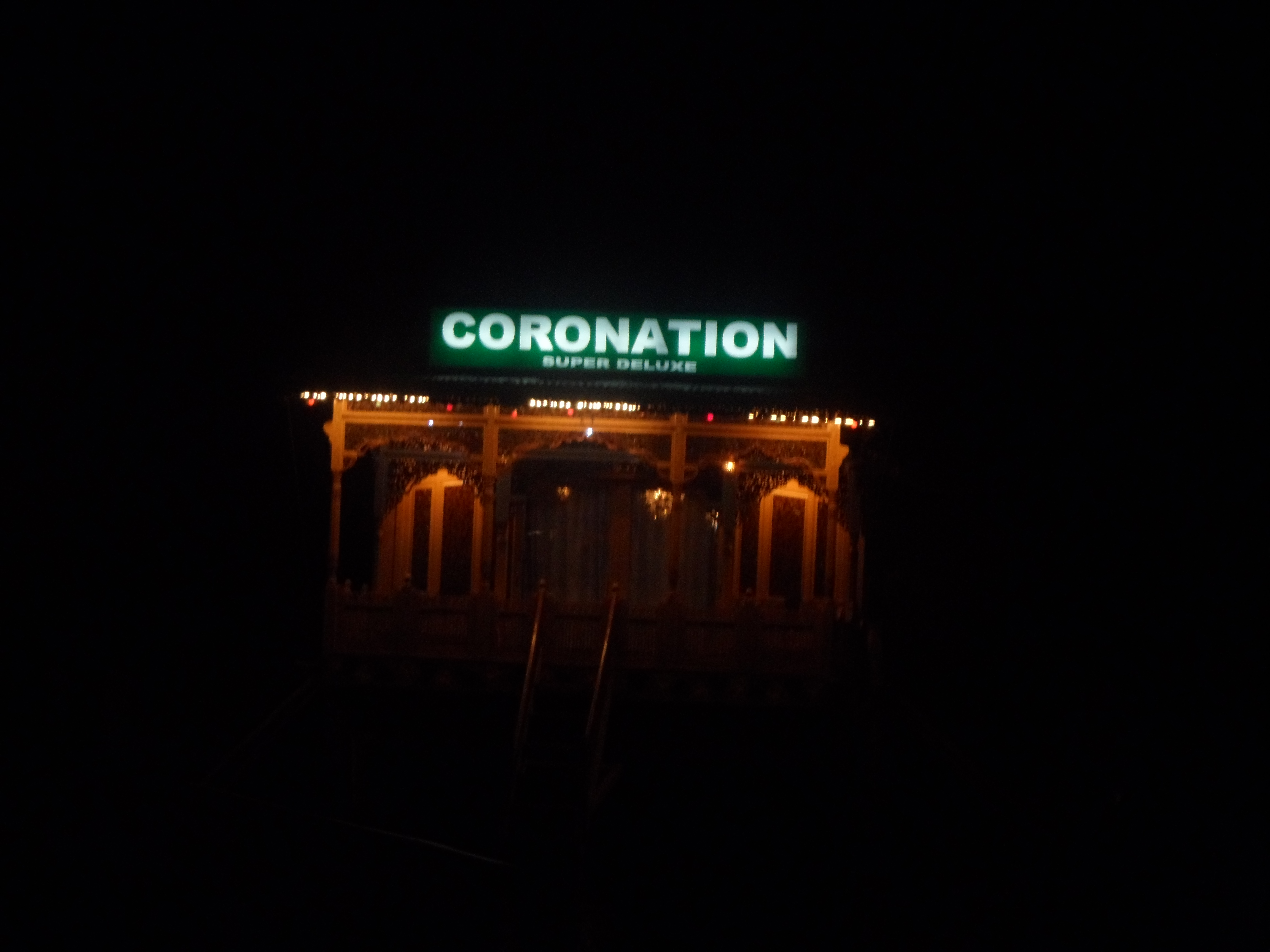
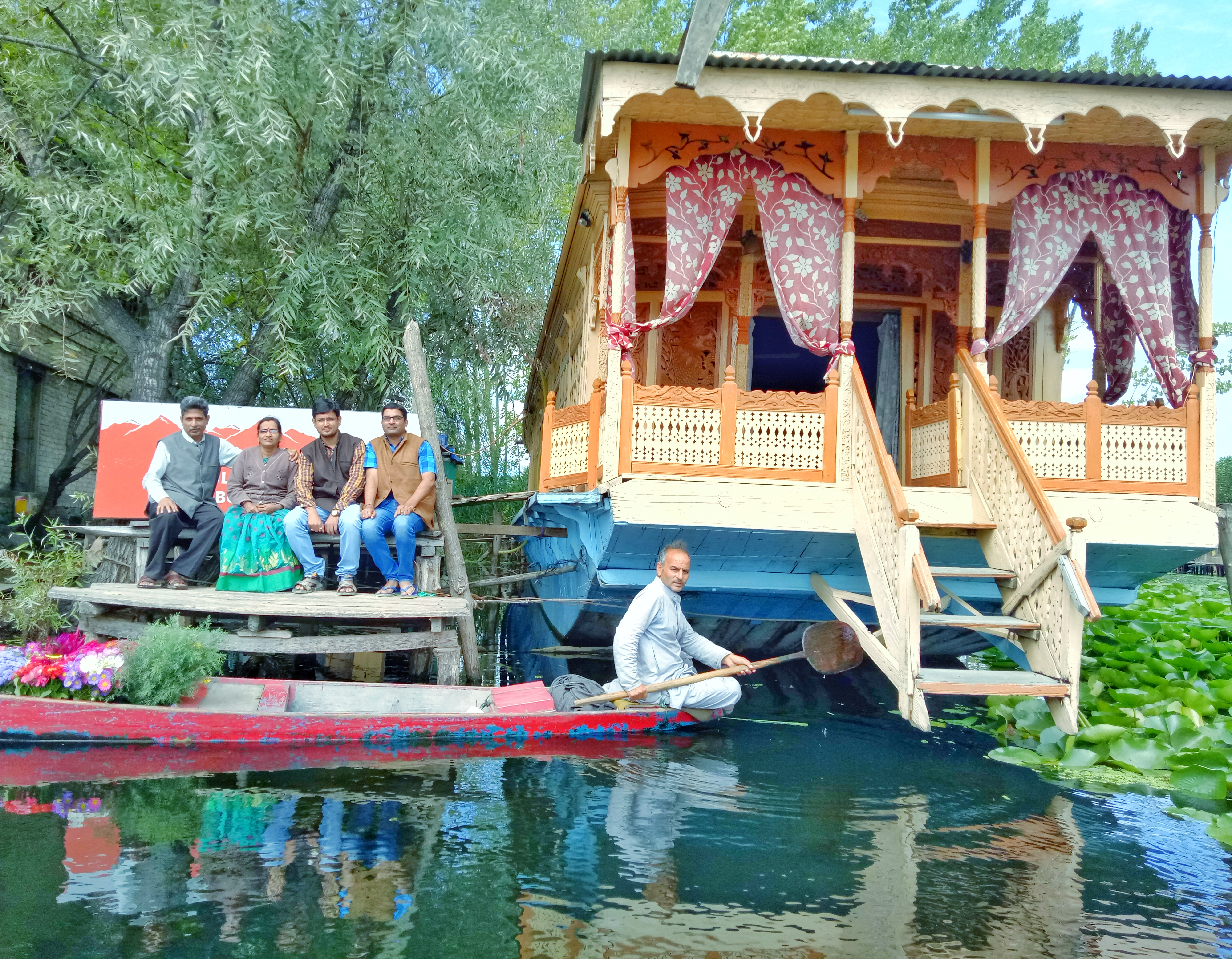